# Chthonerpeton
Chthonerpeton és un gènere d'amfibis gimnofions de la família Caeciliidae que conté les següents espècies.

## Taxonomia
- Chthonerpeton arii Cascon et Lima-Verd, 1994.
- Chthonerpeton braestrupi Taylor, 1968.
- Chthonerpeton exile Nussbaum et Wilkinson, 1987.
- Chthonerpeton indistinctum (Reinhardt et Lütken, 1862).
- Chthonerpeton noctinectes Silva, Britto-Pereira et Caramaschi, 2003.
- Chthonerpeton onorei Nussbaum, 1986.
- Chthonerpeton perissodus Nussbaum et Wilkinson, 1987.
- Chthonerpeton tremembe Maciel, Leite, Silva-Leite, Leite, and Cascon, 2015.
- Chthonerpeton viviparum Parker et Wettstein, 1929.